# Bactriola minuscula
Bactriola minuscula là một loài bọ cánh cứng trong họ Cerambycidae.